# Cozumel (kommun)
Cozumel är en kommun i Mexiko.   Den ligger i delstaten Quintana Roo, i den östra delen av landet, 1 300 km öster om huvudstaden Mexico City. Cozumel ligger på ön Isla Cozumel.
Följande samhällen finns i Cozumel:
- San Miguel de Cozumel
- Las Fincas
- Kilómetro Cuatro y Medio
- San Lorenzo
- La Esperanza
- Huerto Familiar